# Steve Arnold (Bürgermeister)
Stephen Lloyd Arnold (genannt Steve Arnold; * 14. April 1949 in Springfield, Massachusetts) ist ein US-amerikanischer Politiker. Er war von 2015 bis 2017 Bürgermeister der Stadt Fitchburg, Wisconsin.

## Leben
Steve Arnold studierte an der Johns Hopkins University in Baltimore, an der er 1971 einen Bachelor in Naturwissenschaften machte und 1972 einen Master in Umweltingenieurwissenschaften. Seine Bachelor-These hatte den Titel „Modern Pollen in the Waters of the Chesapeake Bay: A Preliminary Inquiry“. 1978 promovierte er an der Cornell University in Ithaca, New York zum Thema „Field and simulation studies of the population dynamics of Sepedon fuscipennis (Diptera: Sciomyzidae)“.
Von 1977 bis 1981 war er Hochschullehrer für Gewässerökologie und Statistik an der State University of New York at Brockport. Er war dort auch für die Entwicklung von Minitab zuständig, einer Statistik-Software. Von Brockport wechselte er an das Minitab-Team der Pennsylvania State University. 1983 zog er nach Madison, Wisconsin, und gründete eine der beiden Nachfolgefirmen des Minitab-Programmes. Von 2006 bis 2011 war er Abteilungsleiter für Informationstechnologie der University of Wisconsin–Madison.
Steve Arnold ist verheiratet, hat zwei Töchter und fünf Enkelkinder.

## Politischer Werdegang
Seit 2005 war Arnold in Fitchburg Alderman. Die Bürgermeisterwahl in Fitchburg im April 2015 gewann er mit 50,7 Prozent der gültigen Stimmen gegen die Amtsinhaberin seit 2011 Shawn Pfaff.
Arnold ist ein Anhänger des New Urbanism. Er ist Mitglied der Demokratischen Partei und der Wisconsin Green Party.